# Langelandia macedonia
Langelandia macedonia es una especie de coleóptero de la familia Zopheridae.

## Distribución geográfica
Habita en los territorios que antes se llamaban Yugoslavia.